# Terrence W. Wilcutt
Terrence Wade Wilcutt, född 31 oktober 1949 i Russellville, Kentucky, är en amerikansk astronaut uttagen i astronautgrupp 13 den 17 januari 1990.

## Rymdfärder
- STS-68
- STS-79
- STS-89
- STS-106